# Монголски нашествия
Монголските нашествия продължават през целия XIII век, в резултат на което Монголската империя обхваща голяма част от Азия и Източна Европа. Историците поставят монголските нашествия сред най-смъртоносните конфликти в човешката история. В допълнение, те донасят бубонна чума, която се разпространява в по-голямата част от Азия и Европа и причинява Черната смърт.
Монголската империя се формира след поредица от завоевания и нашествия на Чингис хан в цяла Централна и Западна Азия и се простира от Японско море до Източна Европа. За разлика от по-късните империи като Британската, която може да бъде определена като „морска империя“, Монголската империя е „империя по суша“, подхранвана от търсенето на пасбища за нейните конници и едър рогат добитък. Това обуславя факта, че повечето от монголските нападения и завоевания протичат през топлите сезони, когато има достатъчно трева за паша на стадата им.
Татарските и монголските нападения срещу руските държави продължават и след започналия около 1260 г. разпад на Монголската империя. В други географски райони териториалните придобивки на монголите продължават: в Китай и през XIV век в рамките на династията Юен, докато тези в Персия са през XV век по време на Тимуридската империя. В Индия завладените територии просъществуват до XIX век като Моголска империя.

## Централна Азия
Чингис хан поставя основите на Монголската империя в Централна Азия, като обединява монголските и тюркските племена като меркити, татари и монголци. Уйгурското будистко кралство се предава и се присъединява към империята. След това Чингис хан продължава разширяването на империята като завладява Кара Китай и Хорезъм.
Големи площи от ислямска Централна Азия и Североизточен Иран са сериозно обезлюдени, тъй като всеки град или село, оказал съпротива, бива унищожен. Всеки войник е длъжен да екзекутира определен брой души, като броят варира в зависимост от обстоятелствата. Например, при завладяването на Ургенч в днешен Туркменистан, всеки монголски войн в една група, която се състои от две тумени (10 000 единици), трябвало да екзекутира 24 души.
Срещу аланите и куманите, монголите използват тактиката разделяй и владей, като първо карат куманите да развалят съюза си с аланите и след това ги нападат поотделно. Аланите са привлечени в монголските редици в отделен отряд, където има още „новопредали се“ войници, монголи и китайски войници, разположени в района на бившето уйгурско-тюркско царство Кохо (Qocho Kingdom).
По време на атаката над мамелюците в Близкия изток, повечето мамелюци са кипчаки и бойци от Златната орда, които попълват мамелюкските армии и им помагат да се преборят с монголите.
Унгария се превръща в убежище за бягащите кумани, след монголските нашествия.
Разпръснатите кипчаки без своя държава приемат исляма едва след монголското нашествие, за разлика от уседналите в държавата на Караханидите, които приемат различни световни религии.
Монголското завладяване на кипчаките довежда до сливане на монголската управляваща класа с говорещите кипчакски език (наречени татари) в общество, което в крайна сметка абсорбира другите етноси на Кримския полуостров като арменци, италианци, гърци и готи и формира днешните кримски татари.

## Западна Азия
Монголите завладяват чрез сила или те се предават доброволно, районите на днешен Иран, Ирак, Сирия, Кавказ и части от Турция, като през 1260 и 1300 г. монголските нападения стигат на юг до Газа, Палестина. Основните битки са обсадата на Багдад (1258), като монголите превземат града, който в продължение на 500 години е център на ислямската власт, и битката при Айн Джалут от 1260 г., когато мюсюлманските кипчакски мамелюци за първи път успяват да спрат настъплението на монголите в южната част на Галилея. Монголският хан Хулагу води със себе си хиляда инженери от Северен Китай по време на нашествието в Близкия Изток, за да извършват взривни работи, да строят обсадни машини и т.н.

## Източна Азия
Чингис хан и неговите наследници стартират множество нашествия в Китай, първоначално подчинявайки Западна Ся през 1209 г., след което я унищожават напълно през 1227 г. През 1234 г. побеждават династията Цин (1115 – 1234), а през 1279 г. разбиват династията Сун.
Монголските сили, които нахлуват в южната част на Китай, са далеч по-големи от тези, които изпращат да нахлуят в Близкия изток малко преди това.. През 1253 г. те превръщат кралство Дали във васална държава, след като кралят му Дуан Хинджи преминава на тяхна страна и им помага да завладеят и останалата част на Юннан. Най-големият триумф на Кубилай в Китай е основаването на държавата Юен през 1271 г. Нейните владетели основават първата некитайска династия и създават две армии от победените войници, съответно на Дзин и Сонг. Управлението на династия Юен е свързано със значително влияние на исляма в Юннан. Освен това Юан създават специална администрация за управление на Тибет, който също пада под монголска власт през 1240 г.
Опитите на Кубилай хан да нахлуе в Япония се провалят на два пъти, през 1274 и 1281 г., от силни ветрове (тайфуни „камикадзе“).
Монголите нахлуват в Сахалин между 1264 и 1308 г. По аналогичен начин Корея е принудена да капитулира и се превръща в полуавтономна васална държава и задължително е съюзник на династията Юен в продължение на около 80 години. В крайна сметка, династията Юен е свалена по време на Червения тюрбански бунт от 1368 г. от китайци, които получават независимост и установяват династията Мин.

## Югоизточна Азия и Индия
Васалната династия Юен води военни кампании срещу Бирма в периода между 1277 и 1287 г., в резултат на което управляващото я Паганско царство е разгромено. Въпреки това, нашествието от 1301 г. е отблъснато от бирманското Мъйнсенг царство.
Монголските нашествия във Виетнам (тогава известен като Дай Вет) и Ява търпят поражение, въпреки че голяма част от Южна Азия се съгласява да им плаща годишен данък, за да се избегнат по-нататъшни кръвопролития.
Между 1221 и 1327 г. монголите на няколко пъти нахлуват в Индийския субконтинент. Те окупират в течение на десетилетия райони от днешен Пакистан и Пенджаб. Въпреки това не успяват да напреднат по-нататък от околоностите на Делхи и са отблъснати от вътрешността на Индия. Векове по-късно почти цяла днешна Индия попада под властта на Моголската империя, чиито владетели – Великите моголи – имат монголски корени от Централна Азия чрез династията на Тимуридите.

## Европа
Монголите нахлуват и унищожават Волжка България и Киевска Рус, преди да нападнат още Полша, Унгария и България и други. В течение на три години (1237 – 1240), монголите разрушават и унищожават всички по-големи градове на Русия, с изключение на Новгород и Псков.
Джовани да Плано Карпини, пратеник на папата при монголския велик хан, пътува из Киев през февруари 1246 г. и пише:
| „ | Те (монголите) нападнаха Рус, където направиха голяма поразия, унищожавайки градове и крепости и клане на мъже. И те обсадиха Киев, столицата на Рус. След като бяха обсадили града от дълго време, те го взеха и обрекоха жителите на смърт. Когато пътувахме през тази земя, попаднахме на безброй черепи и кости от мъртви мъже, лежащи на около на земята. Киев е бил много голям и гъсто населен град, но сега е намален почти до нищо, защото има оскъдните двеста къщи и жителите се държат в пълно робство. | “ |

Монголските нашествия подлагат населението в Централна Азия и Източна Европа на изселване в никога невиждана преди това степен. Вестта, че монголските орди идват, всява ужас и паника.